# Dominique Gambier
Pour les articles homonymes, voir Gambier.
Dominique Gambier, né le 14 août 1947 à Rouen, est un universitaire et un homme politique français.
Ancien député, il a été vice-président du conseil régional de Haute-Normandie, et membre du bureau de la Métropole Rouen Normandie, en sa qualité de maire de Déville-lès-Rouen, après avoir été vice-président de la Communauté d'agglomération Rouen-Elbeuf-Austreberthe.

## Biographie
Après avoir fait toutes ses études, primaires et secondaires au lycée Corneille de Rouen, il intègre l'École centrale Paris (promotion 1971). Il est docteur d'État en sciences économiques.
Dominique Gambier est, de 1983 à 1986, vice-président du Comité économique et social de Haute-Normandie. Il préside l'Université de Rouen de 1986 à 1988.
Dès le départ, il fait le choix d’une carrière universitaire, attiré par le parcours de ces ingénieurs économistes « à la française ». Assistant à l’Université de Rouen dès 1972, il prépare une thèse de doctorat sur l’ « analyse conjoncturelle du chômage » qu’il soutiendra en 1976 à Paris-I, obtenant une mention très bien et les félicitations du jury.
Professeur à l’école centrale de 1983 à 1985, il revient à l’université de Rouen. Il mène des travaux de recherche sur l’emploi, le travail, et l’économie régionale au sein de l’IRED et du centre associé au CEREQ dont il prend la direction. Il est dans la même période consultant auprès de plusieurs organismes : le Centre d’Études de l’Emploi, le CEREQ, l’OFCE, la Commission de Bruxelles… et collabore pendant six ans au Commissariat général au Plan. 
Il s’implique fortement dans la gestion de l’Université ; nommé chargé de mission pour la création de l’Université du Havre par Pierre Mauroy, il est élu président de l’Université de Rouen en 1986. De par sa double formation d’ingénieur et d’universitaire, il contribue beaucoup à l’ouverture de l’université sur son environnement régional et professionnel. Il crée ainsi un des premiers DESS de gestion du personnel, en France.
Il mène également une carrière politique. En 1986, il est élu au conseil régional de Haute-Normandie, dont il devient en 1998 vice-président chargé des questions économiques et de l'emploi, de la recherche et de la formation. Réélu en 2004 et 2010, il est chargé de la recherche et des affaires européennes, et préside la 7e commission « Emploi, économie, énergie, économie sociale et solidaire, agriculture, pêche, tourisme ». Après avoir siégé 3O ans au conseil régional, Il ne se représentait pas aux élections de décembre 2015.
En 1988, il est élu député de la 2e circonscription de Seine-Maritime. À nouveau candidat dans cette même circonscription aux élections législatives de 1993, 1997 et 2002, il est battu par Pierre Albertini.
Conseiller municipal de Déville-lès-Rouen en 1989, il est élu maire de la commune en 1995 ; il est réélu en 2001, 2008, 2014 et 2020. Il quitte ces fonctions le 4 juillet 2024, tout en restant conseiller municipal et conseiller à la métropole de Rouen. Comme maire, il est également président du Syndicat mixte de la vallée du Cailly et du syndicat du SAGE du Cailly, de l'Aubette et du Robec. Il est aussi vice-président de la Communauté de l'agglomération rouennaise et président de la Commission locale de l'eau.
Aux élections législatives de 2017, il soutient le candidat Damien Adam, face à la socialiste sortante Valérie Fourneyron. Par la suite, aux élections européennes du 26 mai 2019, il soutient la liste Renaissance, portée par Nathalie Loiseau et soutenue entre autres par LREM, Agir La droite constructive et le MRSL.

## Publications
Il est l'auteur de plusieurs ouvrages sur les problèmes de l'emploi et les questions régionales :
- Analyse conjoncturelle du chômage, PUF, 1978
- Théorie de la politique économique en situation d'incertitude, éd. Cujas, 1980
- L'Emploi en France, éd. la découverte, 3e éd., 1998
- Le Marché du travail, éd. Economica, 3e éd., 1991
- Statistiques probabilistes appliquées à l'économie d'entreprise, L'Harmattan, 2005

## Distinctions
- Chevalier de l'ordre des Palmes académiques (1987)